# Rașovița, Montana
Rașovița (în bulgară Рашовица) este un sat în comuna Berkovița, regiunea Montana,  Bulgaria. 

## Demografie
Componența etnică a satului Rașovița
     Bulgari (100%)
     Nicio identificare (0%)
     Altele (0%)
La recensământul din 2011, populația satului Rașovița era de 3 locuitori. Din punct de vedere etnic, toți locuitorii erau bulgari.